# Deeper and Deeper
«Deeper and Deeper» (с англ. — «Глубже и глубже») — второй сингл, выпущенный американской певицей Мадонной в составе альбома 1992 года — «Erotica». Песня является метафорой о парне, которому предстоит принять свою гомосексуальность. Также песня имеет отсылку к предыдущему хиту — «Vogue».

## О песне
Песня стала одной из самых успешных танцевальных композиций студийного альбома певицы — «Erotica», и её выпуск стал удивлением для многих слушателей. «Deeper and Deeper» была выпущена, как второй сингл от альбома — «Erotica» в конце 1992 года. «Deeper and Deeper» вошла в десятку лучших песен по версии Atlantic и достигла максимальной позиции — *7 в хит-параде «Billboard Hot 100», а также позиции *6 на «UK Singles Chart» (не включая чарты танцевальной музыки Billboard). Часть строк песни принадлежат диско-хиту 1973 года — «I'm Gonna Love You Just a Little More, Baby» американского продюсера и певца Барри Уайта, а также ранее выпущенному хиту самой певицы «Vogue» (1990). В Великобритании, сингл был встречен отрицательной реакцией, длившейся на протяжении почти всего 1993 года. Многие поклонники певицы утверждали, что в записи «Deeper and Deeper» Мадонна изменила свой сексуальный портрет, и именно благодаря ему проект «Erotica» достиг столь высокого коммерческого успеха.
Мадонна также исполнила хит «Deeper and Deeper» во время турне 1993 года The Girlie Show World Tour.
Ремикс Шепа Петтибона, сделанный к песни «Deeper and Deeper», кто и соавтором и продюсером трека совместно с Дэвидом Морейлсом. Некоторые из ремиксов использовали изменение высоты основного вокала. В различных версиях песни, получивших название — «Classic 12», когда Мадонна поёт: «притворяться» (англ. pretend) и «иметь тенденцию» (англ. the «tend»), которое отзывается эхом при той же самой высоте голоса в оригинале происходит понижение октав, поднимающую к нормальному звучанию в течение нескольких секунд, и поднимается к почти детской высоте голоса в течение приблизительно 3 или 4 секунд перед приближением к финальному времени записи. В клубном ремиксе Моральса, после слов оригинальной версии песни Мадонны: «больше не собираюсь этого скрывать» (англ. never gonna hide it again), высота голоса в произнесении слов «Deeper and Deeper» чередуется между высокой и немного пониженной октавой в течение почти 32 секунд. В dub-версии — «David’s Love Dub» Мадонна, припев «Deeper and Deeper» задаёт основной тон в течение первых 15 секунд песни, затем следует пониженная октава до момента появления баса спустя несколько секунд.
«Deeper and Deeper» была исполнена во время мирового турне Мадонны — «Re-Invention World Tour». Известно о существовании джаз-версии песни, показавшей медленное звучание с участием игры трубы и баса.

## Музыкальное видео
Съёмки видеоклипа к песне «Deeper and Deeper» проходили с 7 по 8 ноября 1992 года в Студии Рен-Мар (англ. Ren-Mar Studios), в ночном клубе «Роксбери», расположенном в Голливуде, штат Калифорния. Режиссёром клипа выступил Бобби Вудс, который также является исполнительным продюсером в компании Мадонны — Boy Toy Inc. Видеоклип выполнен в стиле кинофильмов с участием Энди Уорхола, известного в истории поп-арт движения. Критики и зрители благосклонно восприняли премьеру клипа.
В одном из эпизодов видеоклипа участвует хорошая подруга Мадонны актриса Деби Мезер, известная по фильмам режиссёра и сценариста Софии Копполы. В съёмках клипа также приняли участие немецкий актёр Удо Кир и американская актриса и певица Сандра Бернхард.
- Режиссёр: Бобби Вудс
- Производитель: Эрик Ликефет
- Исполнительный продюсер: Бобби Вудс
- Директор картины: Майкл Бернард
- Редактор: Боб Дженкис
- Компания: «Heart Times Coffee Cup Equals Lightning»

## Список композиций и форматы
- UK CD—Сингл

1. Deeper and Deeper (Album Edit) (4:54)
2. Deeper and Deeper (Shep’s Deep Makeover Mix) (9:09)
3. Deeper and Deeper (David’s Klub Mix)+ (7:40)
4. Deeper and Deeper (Shep’s Classic 12") (7:27)
5. Deeper and Deeper (Shep’s Fierce Deeper Dub) (6:01)
6. Deeper and Deeper (Shep’s Deep Beats) (2:57)

- США CD—сингл и 7" сингл

1. Album Edit (4:54)
2. Instrumental (5:31)

- США Макси-сингл

1. Deeper and Deeper (Album Edit) (4:54)
2. Deeper and Deeper (Shep’s Deep Makeover Mix) (9:09)
3. Deeper and Deeper (David’s Klub Mix)+ (7:40)
4. Deeper and Deeper (Shep’s Classic 12") (7:27)
5. Deeper and Deeper (Shep’s Fierce Deeper Dub) (6:01)
6. Deeper and Deeper (David’s Love Dub) (5:39)
7. Deeper and Deeper (Shep’s Deep Beats) (2:58)

- Япония/Австралия EP

1. Deeper and Deeper (Shep’s Deep Makeover Mix)
2. Deeper and Deeper (David’s Klub Mix)+
3. Deeper and Deeper (Shep’s Classic 12)
4. Deeper and Deeper (Shep’s Fierce Deeper Dub)
5. Deeper and Deeper (David’s Love Dub)
6. Deeper and Deeper (Shep’s Deep Beats)
7. Bad Girl (Extended Mix)
8. Erotica (Kenlou B-Boy Instrumental)
9. Erotica (Underground Tribal Beats)
10. Erotica (Wo Dub)
11. Erotica (House Instrumental)
12. Erotica (Bass Hit Dub)

+ Мадонна исполнила аранжировку песни в своём шоу 1993 года — «The Girlie Show World Tour».

## Проморемиксы
- Deeper and Deeper (David’s Klub Edit)
- Deeper and Deeper (Shep’s Deep Makeover Edit)
- Deeper and Deeper (David’s Classic Klub Mix)
- Deeper and Deeper (Shep’s Deepstrumental)
- Deeper and Deeper (Shep’s Bonus Beats)

## Чарты
| Чарт (1992/1993)                    | Пик позиция |
| ----------------------------------- | ----------- |
| «Australian ARIA Singles Chart»     | 11          |
| «Austrian Singles Chart»            | 30          |
| «Canadian Singles Chart»            | 1           |
| «Dutch Top 40»                      | 17          |
| «French Singles Chart»              | 30          |
| «German Singles Chart»              | 88          |
| «Irish Singles Chart»               | 7           |
| «Swedish Singles Chart»             | 22          |
| «Swiss Singles Chart»               | 23          |
| США « Billboard Hot 100»            | 7           |
| США Billboard «Hot 100 Airplay»     | 8           |
| США Billboard «Hot Singles Sales»   | 15          |
| США Billboard «Hot Dance Club Play» | 1           |
| «UK Singles Chart»                  | 6           |